# Distretto di Hani
Il distretto di Hani (in turco Hani ilçesi) è uno dei distretti della provincia di Diyarbakır, in Turchia.